# 同格
1. 資格・格式・地位などが同じであること。同一。
2. 文法用語のひとつ。本項で扱う。

同格（どうかく、Apposition）とは、一方が他方を定義するか修飾する2つの要素（通常名詞句）が並んでいる文法上の構造のこと。なお、この「格」は格変化の格（case）ではない。
同格法が使われた時、2つの要素は「〜と同格」と言われる。たとえば、「私の友人アリス（my friend Alice）」という句では、「アリス」という名前は「私の友人」と同格である。
伝統的には、この語はラテン語のappositioで呼ばれてきたが、現在は英語の「Apposition」が使われることが一般的である（ドイツ語、フランス語でも）。ラテン語のad（近い）+positio（配置）から派生した語である。
同格は、節を支える動詞（とくに存在動詞）がより短い記述的な句を生むため省かれる時に生じることが多い。それにより文の流れが混乱することがあるため、転置法として機能することがしばしばある。たとえば、「私の妻、教育を受けた看護婦、…（My wife, a nurse by training, ）」という句では、挿入句的な修飾の「教育を受けた看護婦」の前に句切りをする必要がある。

## 制限的vs.非制限的
同格は「制限的」、あるいは2番目の要素は挿入句的に1番目の要素を修飾する「非制限的」のどちらでもありえる。
非制限的な同格語（句）では、2番目の要素がその範囲を変えることなく1番目の要素を挿入句的に装飾する。非制限的な同格語（句）は文意にとって重大なものではない。
一方、制限的な同格語（句）では、2番目の要素はいくらか決定的な方法で1番目の要素を制限するか、あるいは理解しやすくする。たとえば「私の友人アリス」という句の「アリス」は、話し手が言及している友人を指定し、それゆえに制限的である。一方で、前述した「私の妻、教育を受けた看護婦」という句は、挿入句的な「教育を受けた看護婦」は対象となる人物を限定せず、むしろ1番目の要素、つまり「私の妻」についての補足情報を提供する。
（英語では）「非制限的な同格語（句）」がコンマによって前置きされるか区分されていなければならないのに対して、「制限的な同格語（句）」はコンマによって区分されない。
すべての制限的な節が同格語（句）であるわけというわけではない。たとえば、「ビルの友人、アリス、…（Bill's friend, Alice, ）」の「アリス」は同格の名詞句である。しかし、「ビルの友人、その名はアリス、…（Bill's friend, whose name is Alice, ）」の「アリス」は同格ではなくむしろ制限節（関係詞節）である。この2つの大きな違いは、後者は同格が省略することをはっきりと、問題となっている友人がアリスである、と述べていることである。

同じ語が、話し手または文脈によって、制限的なものから非制限的なものに（あるいはその逆に）変化することもありうる。「私の兄弟ネイサン（my brother Nathan）」という句でいえば、もし話し手の兄弟が1人だけでないとしたら、「ネイサン」という名前は兄弟の誰かを明らかにするもので制限的である。しかし、話し手に兄弟が1人しかいないのであれば、「ネイサン」という名前は挿入句的で、（英語での）正しい書き方は「私の兄弟、ネイサン、…（my brother, Nathan, ）」になる。

## 例
- Arizona senator Barry Goldwater won the Republican nomination. （アリゾナ州の上院議員バリー・ゴールドウォーターは共和党の指名を得た） - 「アリゾナ州の上院議員」と「バリー・ゴールドウォーター」が同格。
- I went to the movie with my friend Alice. （私は友人アリスと映画に行った） - 「友人」と「アリス」が同格。
- John and Bob, both friends of mine, are starting a band. （ジョンとボブ、ともに私の友人たち、はバンドを始めた） - 「ジョンとボブ」と「私の友人たち」が同格。
- An appositive, a grammatically incomplete noun phrase, is sometimes set off by commas, a reader-friendly invention. （同格句、文法的には不完全な名詞句、はコンマ、読者にやさしい発明、によって区切られることが時々ある） - 「同格句」と「文法的には不完全な名詞句」、および「コンマ」「読者にやさしい発明」がそれぞれ同格。